# Andrew Andrews
Andrew Delano Andrews (Portland, Oregon, 25 de maig de 1993) és un jugador de bàsquet nord-americà. Amb 1,88 metres d'estatura, juga a la posició de base.

## Trajectòria esportiva
Va jugar quatre temporades amb els Huskies de la Universitat de Washington, en les quals va fer una mitjana de 14,2 punts, 4,2 rebots, 3 assistències i 1,2 robatoris de pilota per partit. En la seva última temporada va ser inclòs en el millor quintet de la «Pacific-12 Conference», després de liderar la conferència en anotació, amb 20,9 punts per partit.
Després de no ser elegit al Draft de l'NBA del 2016 va ser convidat per Los Angeles Clippers a disputar la NBA Summer League, on va disputar cinc partits en què va fer una mitjana de 11,0 punts i 4,4 rebots. El 7 de setembre va signar amb Charlotte Hornets per disputar la pretemporada, però va ser acomiadat abans del començament de la competició.
El 7 de desembre de 2016 va signar el primer contracte professional amb el Best Balıkesir B.K. de la lliga turca de bàsquet. Jugà 19 partits en què va fer una mitjana de 14,2 punts, 3,5 rebots i 3,2 assistències.
El 17 d'octubre del 2017 va tornar al seu país per fitxar pels Delaware 87ers de la NBA G League. La temporada següent signa pel VEF Riga de la lliga d'Estònia i Letònia. En el mes de febrer de 2019 rescindeix el seu contracte amb l'equip letó i fitxa per l'israelià Hapoel Afula, amb el que juga fins a final de temporada.
Al maig de 2020 signa pel Maccabi Haifa BC de la lliga israeliana després d'haver començar la temporada al Büyükçekmece Basketbol.
L'1 de juliol de 2021 Andrews torna a Turquia signant aquesta vegada pel Türk Telekom. La temporada següent, la 2021-22, signa pel Bursaspor turc. Una molt bona temporada, que el va portar a ser subcampió de l'Eurocup, fa que el 16 de juliol del 2022 signi un contracte de dos anys amb el Panathinaikos BC de la lliga grega, per jugar també l'Eurolliga. En el mes de març es desvincula de l'equip grec degut a la seva escassa participació a l'equip, i als pocs dies torna a signar amb el Bursaspor.
El 17 de juliol de 2023 es fa oficial el seu acord amb el Club Joventut Badalona convertint-se en el primer reforç de la temporada 2023-24 de l'equip verd-i-negre. Tot i que inicialment tenia contracte per dues temporades, el Joventut va rescindir el contracte en acabar la primera.